# باشگاه فوتبال یووه استابیا
باشگاه فوتبال یووه استابیا (ایتالیایی: S.S. Juve Stabia) یک باشگاه فوتبال ایتالیایی است که در کاستلاماره دی استابیا پایه‌گذاری شده است.